# Aasiaat
Aasiaat (duń. Egedesminde) – miasto w zachodniej części Grenlandii, w gminie Qeqertalik. Jest położone nad zatoką Qeqertarsuup Tunua (Disko Bugt), na przybrzeżnej wyspie Saqqardlit. Znajduje się w nim morski port przeładunkowy, stocznie kutrów oraz port lotniczy.

## Historia
Ziemie te mogły być zamieszkiwane już ponad 4000 lat temu przez przedstawicieli kultury Saqqaq, których ślady osadnictwa odkryto na północ od Aasiaat, w okolicy miejscowości Saqqaq, w pobliskiej zatoce Disko. Prawdopodobnie byli oni jednymi z najstarszych mieszkańców Grenlandii.
Miasto zostało założone pierwotnie w roku 1759 przez Nielsa Egede’a, lecz w roku 1763 ówczesna osada została przeniesiona 125 km na północ od obecnej lokalizacji. Mieszczą się w nim dwa muzea poświęcone historii tego miejsca.

## Znani ludzie
- Kristian Kristoffersen – grenlandzki biathlonista

## Edukacja
W mieście znajdują się 4 szkoły:
- Gammeqarfik – szkoła podstawowa
- GU-Aasiaat – liceum
- Piarersarfik – szkoła zawodowa
- Ado Lyngep Atuarfia – szkoła dla osób upośledzonych

## Sport
W mieście znajduje się Aasiaat Stadion, wielofunkcyjny stadion, obecnie używany głównie dla meczów piłki nożnej. Swoje mecze rozgrywa na nim drużyna piłkarska Tupilakken 41. Posiada żwirowe boisko.

## Transport
Aasiaat jest portem morskim, gdzie zatrzymują się statki Arctic Umiaq Line (statki pasażerskie). Miasto posiada Port lotniczy Aasiaat, który zapewnia połączenia m.in. z Ilulissat oraz Qaarsut. Port lotniczy jest obsługiwany przez linie lotnicze Air Greenland i Air Iceland.

## Populacja
Według danych oficjalnych liczba mieszkańców w roku 2011 wynosiła 3113 osób. Pod względem liczby ludności Aasiaat jest czwartym co do wielkości miastem Grenlandii (po Nuuk, Sisimiut oraz Ilulissat).

## Klimat
Aasiaat znajduje się na zachodnim wybrzeżu, kilkaset kilometrów na północ od koła podbiegunowego. Panuje tam klimat subpolarny. Średnie temperatury wynoszą: w lipcu 9 °C (dzień), 3 °C (noc) oraz w marcu –12 °C (dzień), –20 °C (noc).